# Consolação (Minas Gerais)
Consolação es un municipio en el estado Minas Gerais de Brasil. Se ubica en la Región Sudeste de Brasil, en la mesorregión de Sul e Sudoeste de Minas y en la microrregión de Itajubá. En 2021 el municipio tenía 1786 habitantes en un área de 85,94 kilómetros cuadrados, dando una densidad demográfica de 21 habitantes/km². Sus municipios limítrofes son Cachoeira de Minas, Estiva, Cambuí, Conceição dos Ouros, Córrego do Bom Jesus y Paraisópolis.